# Oxytropis carinthiaca
Oxytropis carinthiaca là một loài thực vật có hoa trong họ Đậu. Loài này được Fisch. miêu tả khoa học đầu tiên.